# Café Iglesias
El Café Iglesias de la ciudad de Buenos Aires estuvo ubicado en la Avenida Corrientes 1500 y brindaba a los parroquianos espectáculos con artistas de tango. Estaba ubicado junto al Café Domínguez y enfrente del Teatro Nuevo, que estaba donde años después se construyó el Teatro General San Martín.

## Su vinculación con el tango
En el Iglesias hizo su aparición Roberto Firpo con su quinteto y el mismo músico estrenó La cumparsita en Buenos Aires En el local  hizo sus primeras armas en la música Pedro Maffia. También trabajó en el Café Iglesias Genaro Espósito, El Tano y, quizás el más exitoso, el Trío de “Pibes” formado allá por 1912 por el bandoneonista Carlos Marcucci (El Pibe de Wilde), el guitarrista Pedro Almirón y el violinista Miguel La Salvia.
En 1914 actuó el cuarteto de José Dionisio Fuster (flauta), Graciano De Leone (bandoneón), José Valotta (violín) y Francisco Pracánico (piano).
En 1916 debutó en el local Ángel Félix Danesi en un trío en el que las guitarras de José Camarano, conocido como El Tuerto Camarano, y de Rafael Canaro acompañaban su bandoneón.